# Hojkovské rašeliniště
Hojkovské rašeliniště je národní přírodní památka, která se nachází nedaleko obce Hojkov v okrese Jihlava. Byla vyhlášená v roce 1982 a nachází se na území přírodního parku Čeřínek. Území se rozkládá na ploše 4,90 ha a nachází se v nadmořské výšce 640–650 metrů nad mořem. Důvodem ochrany je rašeliniště, zamokřelé louky a bažinatá olšina s typickou ohroženou květenou.
Jedná se o jedno z nejstarších rašelinišť na Českomoravské vrchovině. Vzniklo v pozdním glaciálu, což můžeme dokázat pomocí pylových analýz. V minulosti na tomto území docházelo k těžbě rašeliny, čemuž předcházelo odvodnění lokality. Nejintenzivnější těžba zde probíhala v období od konce 19. století do začátku první světové války. Těžba se poté obnovila po první světové válce a těžba ustala zřejmě v roce 1950. V tomto období také došlo k zalesnění této lokality olšemi.
Na území rašeliniště se nachází porost třtiny nachové (Calamagrostis purpurea), která se řadí ke kriticky ohroženým rostlinám.

## Lokalita

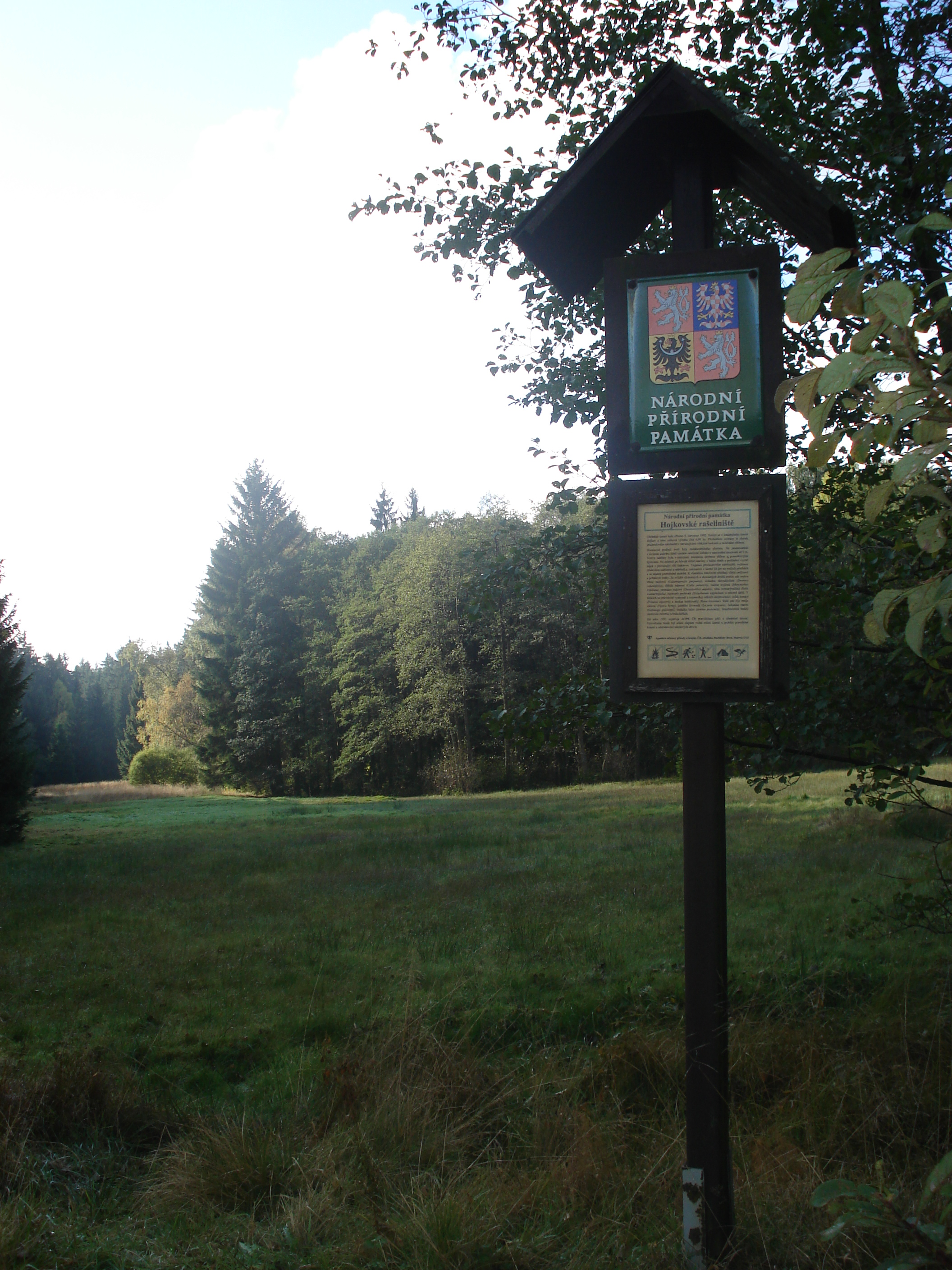
Pohled na chráněné území ze severní strany

Území je obklopené lesem a nachází se přibližně 600 metrů jižním směrem od obce Hojkov. Národní přírodní památka je součástí sklonovitě nesouměrného údolí. Nachází se zde prameniště Hojkovského potoka. Oblast národní přírodní rezervace se rozkládá v sklonovitě nesouměrné části údolí, v severním okraji Přírodního parku Čeřínek.

## Historie
Nejdůležitějším faktem v historii byla těžba rašeliny, která zásadně ovlivnila dnešní podobu Národní přírodní památky. První pokusy o těžbu se konaly v 70. letech 19. století, přičemž v tomto období bylo rašeliniště zarostlé především břízou a olší. Po odvodnění a zarovnání povrchu se začalo s intenzivní těžbou. K největší intenzitě těžby docházelo od konce 19. století až do začátku první světové války, během které k těžba neprobíhala. K částečné obnově těžby došlo mezi světovými válkami. Postupně docházelo k odtěžení kvalitní rašeliny a začátkem padesátých let 20. století těžba ustala a území bylo zalesněno olšinami. Na území poškozeném těžbou docházelo k sukcesi dřevin, jako například břízy a smrku. Na začátku 80. let 20. století byl stav rašeliniště dobrý, obklopovaly ho vlhké louky, avšak zde roku 1981 bylo zahájeno odvodňování. Původním záměrem bylo odvodnění celé lokality, ale díky Muzeu Vysočiny v Jihlavě a orgánům ochrany přírody se podařilo nejcennější část území ochránit tím, že se lokalita vyhlásila jako Chráněný přírodní výtvor. V okolí však došlo k drastickému odvodnění vlhkých luk. K péči o Národní přírodní památku dochází od roku 1993, kdy byl zřízen plán péče na roky 1993–1998. Došlo k odstranění náletových dřevin v centrální části území, kde v současnosti dochází k občasnému kosení. Na místě také došlo k vystřelení tůní, které slouží k rozmnožování obojživelníků.

## Přírodní poměry

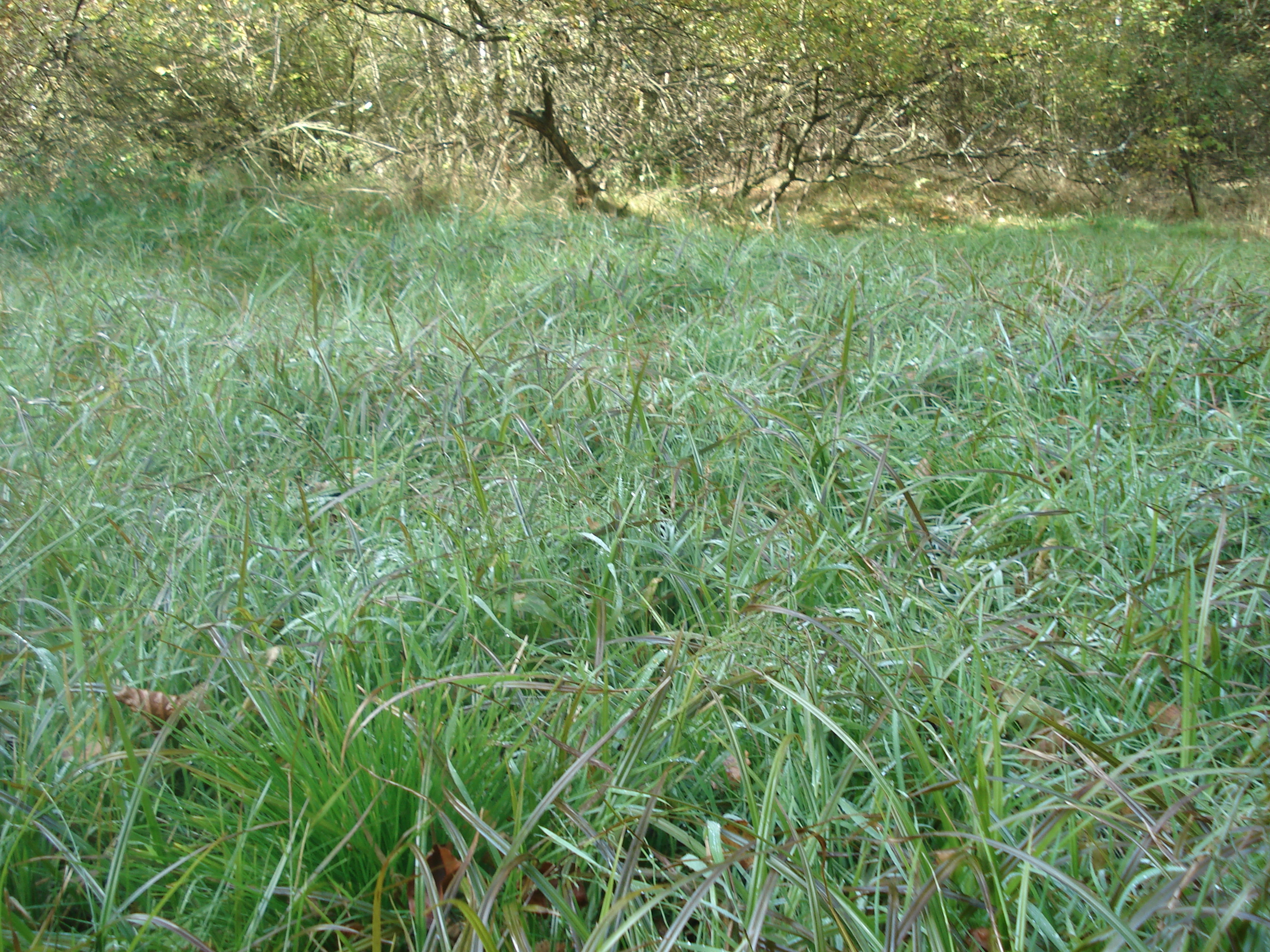
Porost ostřic

Oblast Národní přírodní památky se rozkládá na horninách moldanubického plutonu, což jsou adamellit a dvojslídá žula. V uzávěru údolí dochází k překrytí jílovitopísčitým až jílovitým zvětralinovým pláštěm. Díky četným prameništím je zde půda celoročně nasycena vodou. Nynější rašelinné ložisko má mocnost kolem 1,7 metru, zatímco původní maximální mocnost před těžbou dosahovala až 3 metrů. Typická a glejová organozem se nachází na centrální a jižní části této lokality, okraje tvoří gleje a pseudogleje. Širší okolí tvoří dystrická kambizem. Stav lokality je v současnosti dobrý. Lokalita slouží především pro výzkumné účely, nenachází se v blízkosti turistických cest a proto je veřejnosti v podstatě neznámá. Na území probíhá odstraňování náletových dřevin a pravidelné kosení. Srážky zde ročně v průměru dosahují až 700 mm a průměrná roční teplota je 6 °C. Lokalita se nachází v povodí řeky Jihlavy a je odvodňována Hojkovským potokem, který vtéká do Jedlovského potoka.

### Flóra

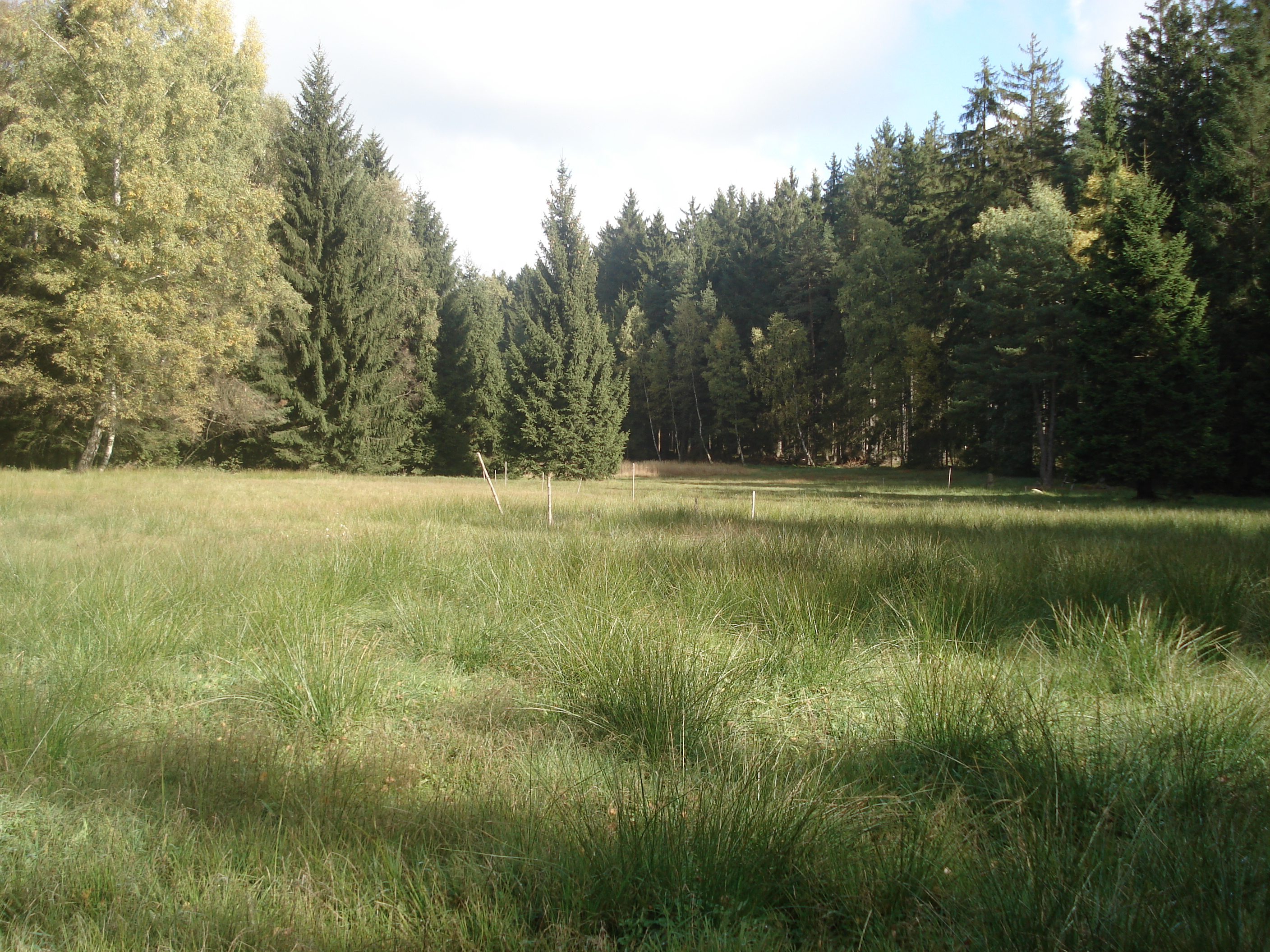
Jižní část chráněného území

Místa, kde v minulosti docházelo k intenzivní těžbě rašeliny a kde se nachází spousta prohlubní a tůněk postupně zarůstala dřevinami a vznikla zde bažinatá olšina. Hlavními dřevinami zde jsou olše lepkavá (Alnus glutinosa), bříza bělokorá (Betula pendula) a smrk ztepilý (Picea abies). Keřové patro této lokality je tvořeno především krušinou olšovou (Frangula alnus).
Velice pestrou částí lokality je bylinné patro. Na narušených plochách s rašelinou se nalézá ohrožená rosnatka okrouhlolistá (Drosera rotundifolia), které prospívá občasná disturbance plochy, na které se vyskytuje. Najdeme zde i ohrožený ďáblík bahenní (Calla palustris), který se nalézá na březích tůněk. Nejdůležitější rostlinou lokality je třtina nachová (Calamagrostis purpurea), která je kriticky ohrožená a tvoří zde rozsáhlý porost mezi hájkem a lesem. Nalezneme zde i některé druhy ostřic, jako například ostřici zobánkatou (Carex rostrata), ostřici šedavou (Carex canescens), ostřici ježatou (carex echinata) a ostřici obecnou (Carex nigra). Dalšími zástupci jsou suchopýr úzkolistý (Eriophorum angustifolium), violka bahenní (Viola palustris), zábělník bahenní (Potentilla palustris), sítina niťovitá (Juncus filiformis). Také ohrožený prstnatec májový (Dactylorhiza majalis) se zde ještě nedávno vyskytoval. Na severní hranici chráněného území, kde se nacházel rybníček můžeme najít suchopýr pochvatý (Eriophorum vaginatum), vachtu trojlistou (Menyanthes trifoliata) a vrbu rozmarýnolistou (Salix rosmarinifolia). Dominantní rostlinou mechového patra jsou rašeliníky (Sphagnum sp.).

### Fauna

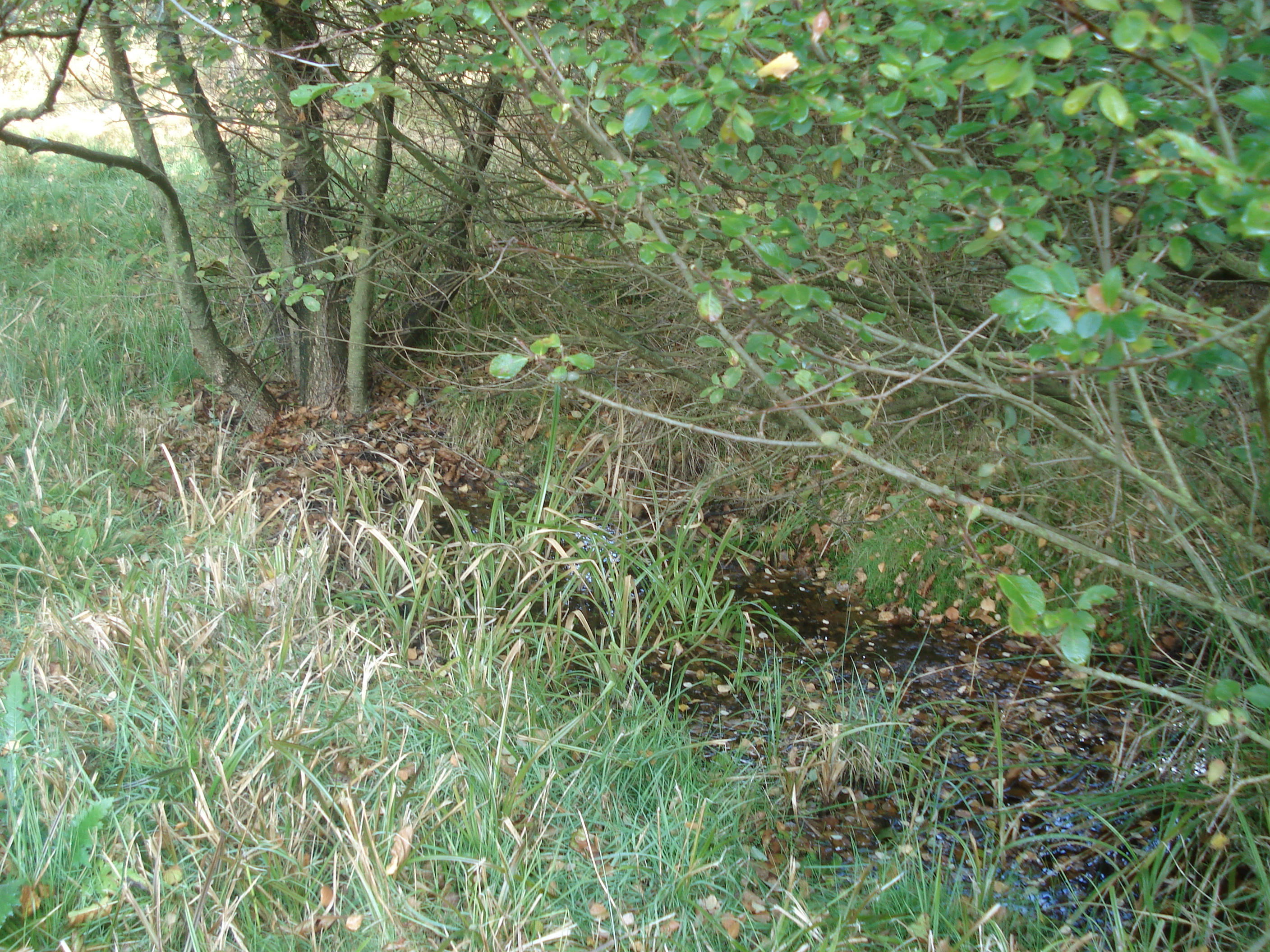
Člověkem vytvořená tůně

Lokalita tvoří významné útočiště pro živočichy, kteří jsou vázaní na biotopy vodní, rašelinné a mokřadní. Významnou část živočichů, kteří se zde vyskytují tvoří bezobratlí. Z ohrožených druhů motýlů to jsou například hnědásek rozrazilový (Melitaea diamina) a ohniváček modrolemý (Lycaena hippothoe). Na severní hranici území je naleziště mravence rašelinného (Formica picea). Nalezneme zde také řadu obojživelníků, kteří se na lokalitě v tůňkách rozmnožují a přežívají zde. Jsou to především skokan krátkonohý (Rana lessonae), skokan hnědý (Rana temporaria) a čolek horský (Triturus alepstris). Rašelinné louky obývá zmije obecná(Vipera berus), ještěrka živorodá (Zootoca vivipara). Vyskytuje se zde 35 druhů ptactva. Především bekasina otavní (Gallinago gallinago), linduška lesní (Anthus trivialis), linduška luční (Anthus pratensis), bramborníček hnědý (Saxicola rubetra) a cvrčilka zelená (Locustella naevia). Ve starších olších byl pozorován strakapoud větší (Dendrocopos major).

## Hospodaření
Vlivem velkého zásahu do ekosystému v minulosti, přetrvávají negativní problémy, které způsobilo jak odvodnění ploch, tak i těžba rašeliny. V současnosti (k roku 2011) je zřejmě největším problémem eutrofizace, jelikož dochází v okolí chráněného území k intenzivnímu obdělávání zemědělských ploch. Přímý vliv eutrofizace se dá pozorovat hlavně v ochranném pásmu. Negativně ovlivňuje také vývěry podzemních vod.
Plochy, na kterých hojně roste kriticky ohrožená třtina nachová (Calamagrostis purpurea) jsou pravidelně koseny. Dále dochází k udržování či k utváření vodních plošek, které slouží nejen pro vodní živočichy, ale také pro vodní a pobřežní rostliny. Na plochách, kde dochází k náletům dřevin, hlavně křovitých vrb a olší, dochází k jejich odstraňování, aby zde mohla být zachována přirozená skladba nelesní rašelinné vegetace. K odstraňování náletových dřevin dochází mimo hlavní vegetační období a v době, kdy nedochází k hnízdění ptáků. Nejvhodnějším obdobím je období bez velké sněhové pokrývky při zámrzu. Odstraněné dřeviny se odváží mimo území národní přírodní památky.